# 柳昱
柳昱（760年—804年），字季昭，唐朝官员，出自河东柳氏。唐德宗的驸马。

## 生平
唐肃宗乾元三年庚子（760年）四月，柳昱生於常乐里宅第。柳昱九岁时（768年）父母双亡，由其舅父唐代宗皇帝养于内闱。柳昱开始担任殿中丞，赐绯鱼袋。
贞元六年（790年）冬，拜舒王府司马。
贞元十二年（796年）冬，转任银青光禄大夫，行殿中少监、驸马都尉。
贞元十四年（798年）六月，娶唐德宗第四女宜都公主。
贞元十九年（803年）三月，宜都公主薨，葬在万年县铜人原。
贞元二十年（804年）八月廿一日，柳昱在永兴里第去世，享年四十五岁，赠工部尚书。
贞元二十年十月十九日合葬宜都公主茔。

## 墓志铭
西安東郊紅慶村出土柳昱墓志并盖。李再荣撰文，柳正仪书。正方形，高、宽均76厘米。志文35行，行35字。行書。石現藏西安碑林。

## 家庭

### 祖父
- 柳岑，官至通事舍人，赠秘书监。

### 外祖父母
- 唐肃宗李亨。
- 章敬吳太后。

### 父母
- 柳潭，官至太仆卿、驸马都尉，赠尚书左仆射。
- 和政公主李氏。

### 舅父
- 唐代宗李豫。

### 兄弟
- 柳晟，官至将作少监。
- 柳晕，官至邕王傅。
- 柳杲，官至秘书少监、驸马都尉，娶唐代宗之女义清公主。

### 夫人
- 宜都公主李氏，唐德宗第四女。